# Coleophora melilotella
Coleophora melilotella é uma espécie de mariposa do gênero Coleophora pertencente à família Coleophoridae.